# 口笛天国
口笛天国（くちぶえてんごく、原曲名・I Was Kaiser Bill's Batman）は、1967年に発売されたヒットシングル。作曲はイギリスのロジャー・クック（英語版）とロジャー・グリーナウェイ（英語版）。原題の「I Was Kaiser Bill's Batman」は「俺はドイツ皇帝ヴィルヘルム2世陛下の従兵だった」の意味。この曲は全曲がほぼ口笛のアンサンブルだけで吹奏されるという非常に斬新な曲である。
最も商業的に成功を収めた曲の吹奏者であるホイッスリング・ジャック・スミスは、ジョン・オニール（英語版）の別名義であり、1920年代から30年代に活躍したバリトン歌手のウィスパリング・ジャック・スミス（英語版）の名を準えたものである。ホイッスリング・ジャック・スミスは日本国内では「口笛ジョー」という表記も見られる。
クックとグリーナウェイが作曲したこの曲は、当初は「Too mach birdseed」というタイトルであった。音楽プロデューサーのノエル・ウォーカーにより、マイク・サムズ（英語版）とスタジオミュージシャンたちにより、Deram Records（英語版）からシングルとして発売された。このレコード中の口笛は、スキルを見込まれたジョン・オニールによるものであったが、演奏者名はノエル・ウォーカー名義であった。

## 2つのエンディング
曲には2つの異なったエンディングがあり、曲中で唯一発せられる男声がステレオミックスバージョンとモノミックスバージョンでは異なり、ステレオバージョンでは「オイ」であり、モノバージョンでは「ヘイ」である。その声の後に、再度吹奏が開始される仕掛けになっている。

## コビー・ウェルズ
「ホイッスリング・ジャック・スミス」名義のシングルが、全英シングルチャートを上り始めた。音楽番組のトップ・オブ・ザ・ポップスに紹介された際には、俳優のコビー・ウェルズが口笛を吹くパントマイムを行い、「ホイッスリング・ジャック・スミス」のツアーが開始された際には、公式な演奏者（のマネ）として登場している。コビー・ウェルズは、本名をBilly Moellerといい1946年生まれ。英国バンドのUnit 4 + 2（英語版）のメンバーであるTommy Moellerの実弟である。全英シングルチャートには12週にわたって登場し、最高ランクは5位であった。米国ではBillboard Hot 100では最高20位にランクされたが、人気TVシリーズのバットマンの影響があるとも言われた。

## カバー
アメリカ合衆国では1967年にパット・ブーンが口笛バージョンをリリースしている。西ドイツ（当時）では1960年代末にDie Travellers（英語版）によってヴォーカルバージョンがリリースされ、タイトルは「Ich war der Putzer vom Kaiser」である。ドイツ語詩はメンバーであるFred Oldörpによって書かれた。この詩は第一次世界大戦当時の行進曲と言われているが未確認である。

## 日本での扱い
1967年6月、ザ・カーナビーツのデビュー曲「好きさ好きさ好きさ」のB面に歌詞がついた楽曲として発売された。作詩は漣健児が担当し、ヴォーカルはメンバーの臼井啓吉である。
翌年11月に文化放送が放送開始した深夜放送「走れ!歌謡曲」のオープニングテーマとして採用され、有名となった。
2011年、キリンビールのCMに採用されている。

## ヒットチャート
| チャート (1967年)                                                     | 最高位 |
| --------------------------------------------------------------------- | ------ |
| オーストリア エードライ・アオストリア・トップ40                       | 3      |
| ベルギー ウルトラトップ Flanders                                      | 5      |
| ベルギー ウルトラトップ Wallonia                                      | 21     |
| ドイツ メーディア・コントロール・ゲーエフカー・インターナツィオナール | 4      |
| オランダ シングル・トップ100                                          | 2      |
| イギリス 全英シングルチャート                                         | 5      |
| アメリカ合衆国 Billboard Hot 100                                      | 20     |
| アメリカ合衆国 アダルトコンテンポラリー（英語版）ビルボード           | 8      |